# ديوان المحاسبة الكويتي
ديوان المحاسبة الكويتي هو جهاز رقابي حكومي مستقل يُعنى بمراقبة الأموال العامة وضمان حسن إدارتها وفقاً للقوانين المالية المعمول بها. ورئيس ديوان المُحاسبة الكويتي الحالي هو  عصام الرومي مُنذ 12 مارس 2025 وحتى الآن.

## النشأة
صدر دستور دولة الكويت في 11 نوفمبر سنة 1962، وقد عنى بالنص صراحة على إنشاء ديوان للمراقبة المالية يكفل القانون استقلاله، إيمانا بان المال العام هو عصب الدولة وعماد نهضتها ومن ثم يجب أن يحاط بسياج من الحماية لضمان جبايته كاملا دون نقص أو تقصير وانفاقه فيما يدعم المجتمع ويعود عليه بالنفع دون إسراف أو تقتير.
و قد نصت المادة (151) من دستور دولة الكويت على أن:-
"ينشأ بقانون ديوان للمراقبة المالية يكفل القانون استقلاله ويكون ملحقا بمجلس الأمة, ويعاون الحكومة ومجلس الأمة في رقابة تحصيل إيرادات الدولة وإنفاق مصروفاتها في حدود الميزانية، ويقدم الديوان لكل من الحكومة ومجلس الأمة تقريرا سنويا عن أعماله وملاحظاته."
وفي 7 يوليو سنة 1964 صدر القانون رقم 30 لسنة 1964 بإنشاء ديوان المحاسبة بدولة الكويت، ونصت المادة الأولى منه على أن:-
تنشأ هيئة مستقلة للمراقبة المالية تسمى ديوان المحاسبة وتلحق بمجلس الأمة.

### السنة الأولى
جاء قانون الديوان ليعبر عن المتطلبات الرقابية التي يجب أن يمارسها الجهاز الأعلى للرقابة في الدولة، وكان له رؤية ثاقبة في تحقيق رقابة فعالة على جميع أنشطة الدولة، وبالتالي فإن ممارسة الديوان لاختصاصاته طبقاً لهذا القانون والتي جاءت مرتكزة على رقابة المشروعية كانت كافية لتحقيق رقابة فعالة على الأموال العامة

### منتصف السبعينات
مع بداية تلك الفترة تبنت الدولة فلسفة التنمية المتسارعة والتي برزت أهم ملامحها في إقامة المشروعات التنموية الطموحة في مجالات الخدمات العامة والمرافق والمشروعات الإنتاجية في القطاع النفطي، إضافة إلى استخدام التراكمات الإدخارية في تكوين أصول خارجية تدر عوائد تعويضاً لضآلة الطاقة الاستيعابية المحلية، ولذلك بدأ الديوان بدعم كوادره الرقابية ليتمكن من الوفاء بالمتطلبات الرقابية لتلك المرحلة، والانضمام إلى بعض المنظمات الرقابية العالمية وذلك لتبادل الخبرات والمعارف الخاصة بالعمل الرقابي.

### بداية التسعينات
مع بداية التسعينات صدر قانون خاص بحماية الأموال العامة، وذلك لتحقيق أقصى حماية ممكنة للأموال العامة، ومد مظلة الحماية لتشمل الاستثمارات خارج الدولة، وقد ترتب على هذا القانون أعباء إضافية على الديوان، ولذلك تم دعم الديوان بجهاز متكامل للوفاء بمتطلبات القانون فيما يختص بالجانب الرقابي، وبدأ الديوان بممارسة رقابته على الأموال المستثمرة داخل وخارج البلاد.

## الاهداف
الهدف الأساسي لديوان المحاسبة هو تحقيق رقابة فعالة على الأموال العامة لصونها ومنع العبث بها والتأكد من استخدامها الاستخدام الأمثل في الأغراض التي خصصت لها. وقد ركز الديوان - من خلال ممارسته لعمله الرقابي - على خلق قناعة كاملة لدى الجهات الخاضعة لرقابته بأنه لا يهدف أصلا إلى تصيد الأخطاء ورصد المخالفات وإنما يستهدف بالدرجة الأولى تحقيق مصلحة عامة هي صون المال العام واستخدامه الاستخدام الأمثل في الأوجه التي خصص لها، ومن ثم استطاع الديوان - بتعاونه مع تلك الجهات وتبادل الأفكار معها - تنظيم الأعمال المالية والمحاسبية بها ووضع الحلول المناسبة للوصول إلى تحقيق هذا الهدف الأسمى.

## الاستقلاليه
لكي يستطيع الديوان تحقيق الأهداف المنوط إليه القيام بها ومباشرة اختصاصاته طبقاً لقانون إنشائه كان لابد من إحاطتها بسياج من الضمانات التي تكفل له الاستقلالية في القيام بواجبات وظيفته على الوجه الأكمل، وتتمثل تلك الاستقلالية في الآتي:
يتولى الإشراف الفني والإداري على أعمال الديوان وموظفيه رئيس يتم تعيينه بمرسوم أميري بعد ترشيح مجلس الأمة وإقرار المجلس لهذا الترشيح في جلسة سرية وبعد موافقة مجلس الوزراء. ويعامل رئيس الديوان معاملة الوزير من حيث المرتب والمعاش وسائر البدلات والمزايا المالية وكذا أحكام الاتهام والمحاكمة، ولا يجوز عزله إلا بعد موافقة معظم أعضاء مجلس الأمة أو بقرار من السلطة التأديبية المختصة.
يتم تعيين جميع الوظائف القيادية بالديوان بمرسوم بناء على ترشيح رئيس الديوان وموافقة رئيس مجلس الأمة ومجلس الوزراء، وللديوان نظام خاص بشؤون موظفيه يختلف عن النظام الذي يخضع له موظفو السلطة التنفيذية، وذلك بموجب قانون إنشاء الديوان.
يتم وضع ميزانية الديوان من قبل رئيس الديوان بالاتفاق مع رئيس مجلس الأمة وتدرج في قسم خاص بالموازنة العامة للدولة.
وتدعم تلك الأحكام الخاصة بالرئيس والوظائف القيادية وشؤون موظفي الديوان وميزانيته استقلالية الديوان، كما أن عدم تحديد مدة الخدمة للرئيس يمنح الديوان الاستمرارية في القيادة المثمرة التي نادراً ما تتوافر للأجهزة التنفيذية في الدولة.

## الأنشطة الدولية
في اطار السياسة التي يتبعها الديوان من أجل تنمية وتطوير قدرات أجهزته المختلفة وابراز دوره الفعال على المستويات المختلفة فانه يشارك في عضوية المنظمات الرقابية المتخصصة ويعمل على دعم تلك المنظمات والمشاركة في جميع أنشطتها المختلفة.
ويشارك ديوان المحاسبة في عضوية المنظمة الدولية لهيئات الرقابة المالية العليا (الأنتوساي)، كذلك على المستوى الإقليمي يشارك في عضوية المنظمة الآسيوية لهيئات الرقابة العليا (الأسوساي)، وعلى المستوى العربي يشارك في عضوية المجموعة العربية للأجهزة العليا للرقابة المالية والمحاسبة (الأرابوساي)، وفي نطاق دول مجلس التعاون لدول الخليج العربية فإن هناك أنشطة تتم في إطار الأمانة العامة لمجلس التعاون لدول الخليج العربية تجمع دواوين المراقبة والمحاسبة بدول المجلس

## رؤساء ديوان المحاسبة الكويتي
|    | الاسم                    | الصورة | بداية الفترة   | نهاية الفترة   |
| 1  | حمود الزيد الخالد        |        | 12 يوليو 1964  | 21 مارس 1965   |
| 2  | أحمد محمد المرزوق        |        | 29 مارس 1965   | 30 يناير 1974  |
| 3  | فجحان هلال المطيري       |        | 30 يناير 1974  | 26 ديسمبر 1974 |
| 4  | سالم جاسم المضف          |        | 29 ابريل 1975  | 1 أبريل 1980   |
| 5  | فارس عبد الرحمن الوقيان  |        | 29 نوفمبر 1982 | 8 فبراير 1995  |
| 6  | براك خالد المرزوق        |        | 21 أغسطس 1995  | 15 سبتمبر 2008 |
| 7  | عبد العزيز يوسف العدساني |        | 24 فبراير 2009 | 25 يونيو 2015  |
| 8  | عادل الصرعاوي            |        | 25 يونيو 2015  | 11 نوفمبر 2019 |
| 9  | فيصل فهد الشايع          |        | 11 نوفمبر 2019 | 6 يوليو 2023   |
| 10 | عصام سالم الرومي         |        | 12 مارس 2024   | حتى الآن       |